# بابي (إله)
بابي، يُعرف أيضًا باسم بابا، في الدين المصري القديم، كان تأليهًا لقرد الرباح المقدس، وهو أحد الحيوانات الموجودة في مصر القديمة. عادةً ما يُترجم اسمه كـ "ثور الرباح"، ويعني تقريبًا "زعيم الرباح".
تعتبر قرود الرباح شديدة العدوانية وآكلة لكل شيء، وكان يُنظر إلى بابي على أنه شديد الدماء، ويقتات على الأحشاء. وبالتالي، كان يُعتبر أنه يلتهم أرواح الخطاة بعد أن تم وزنها مقابل ماعت (مفهوم الحق/النظام)، ولذلك قيل إنه يقف بجانب بحيرة من النار، تمثل الدمار. نظرًا لأن هذا الحكم على أعمال الموتى كان جزءًا مهمًا من العالم السفلي، فقد قيل إن بابي هو الابن البكر لأوزوريس، إله الموتى في نفس المناطق التي كان الناس يؤمنون فيها ببابي.
تتمتع قرود الرباح أيضًا برغبة جنسية عالية بشكل ملحوظ، بالإضافة إلى مستوى عالٍ من العلامات التناسلية، ولذلك كان يُعتبر بابي إله الخصوبة للموتى. كان عادةً يُصور بعضو تناسلي منتصب، وبسبب الارتباط بتقييم الأرواح، كان يُصور أحيانًا بأنه يستخدمه كصارٍ للعبّارة التي تنقل الأبرار إلى حقول الإيارو، وهي سلسلة من الجزر. إحدى التعاويذ في نص جنائزي مصري قديم تربط قضيب الشخص المتوفى ببابي، مما يضمن أن المتوفى سيتمكن من ممارسة الجنس في الحياة الآخرة.